# Irvin Ehrenpreis
Irvin Ehrenpreis (* 9. Juni 1920 in New York City; † 3. Juli 1985 in Münster) war ein US-amerikanischer Literaturwissenschaftler und Hochschullehrer.

## Leben und Wirken
Irvin Ehrenpreis studierte Literaturwissenschaft am City College of New York und erwarb dort 1938 den Bachelorgrad. Sein Studium setzte er anschließend an der Columbia University fort und absolvierte 1939 die Magisterprüfung. Seine Promotion zum Ph.D. erfolgte dann 1944. Von 1945 bis 1965 war er als Hochschullehrer an der Indiana University Bloomington tätig. Im Jahre 1965 wechselte er an die University of Virginia, wo er bis zu seinem Tod eine Professur für englische Literatur innehatte. Gastprofessuren führten ihn an mehrere Universitäten in den USA und an die Universität Münster (1983 und 1985). Er starb in Münster als Folge eines dort erlittenen Unfalls.
Eine Ehrendoktorwürde erhielt er von der Universität der Franche-Comté. Er war seit 1980 Mitglied der American Academy of Arts and Science und seit 1985 Mitglied der British Academy.
Ehrenpreis beschäftigte sich in seinen Forschungen und Veröffentlichungen neben der zeitgenössischen amerikanischen Lyrik vor allem mit der englischen Literatur des 18. Jahrhunderts und wurde vor allem durch seine Arbeit über Jonathan Swift weit bekannt. An der Universität Münster wurde auf Initiative u. a. vom Swift-Forscher Hermann Josef Real 1986 ein Forschungszentrum zu Jonathan Swift etabliert und zu Ehren des Verstorbenen in Ehrenpreis Center for Swift Studies benannt.

## Veröffentlichungen (Auswahl)
- The "types approach" to literature. King's Crown Press, New York 1945 (= Dissertation Columbia University).

- (Hrsg.): Jonathan Swift. An enquiry into the behaviour of the Queen's last ministry (= Indiana University publications / Humanities series, Bd. 36). Indiana University Press, Bloomington 1956.
- The personality of Jonathan Swift. Methuen, London 1958 (Reprint 1969).
- Swift. The man, his works, and the age. Drei Bände. Methuen, London 1962–1983.
- Fielding: Tom Jones (= Studies in English literature, Bd. 23). Arnold, London 1964 (Reprint 1970, ISBN 0-7131-5097-1).
- (Hrsg.): American poetry (= Stratford-upon-Avon studies, Bd. 7). Arnold, London 1965.
- (Hrsg., mit Howard Anderson u. Philip B. Daghlian): The familiar letter in the eighteenth century. University of Kansas Press, Lawrence 1968.
- (mit Robert Halsband): The Lady of letters in the eighteenth century. University of California Press, Los Angeles 1969.
- Literary meaning and Augustan values. University Press of Virginia, Charlottesville 1974, ISBN 0-8139-0564-8.
- Acts of implication. Suggestion and covert meaning in the works of Dryden, Swift, Pope, and Austen. University of California Press, Berkeley 1980, ISBN 0-520-04047-3.
- (Hrsg.): American poetry. Texts and meanings. Introd., transl. and annotated by Heinz J. Vienken and Daniel Albright. Lang, Frankfurt/M. 1989, ISBN 3-631-40652-5.
- Poetries of America. Essays on the relation of character to style. Ed. and with an introduction by Daniel Albright. University of Virginia Press, Charlottesville 1989, ISBN 0-8139-1203-2.

Festschrift
- Douglas Lane Patey (Hrsg.): Augustan studies. Essays in honor of Irvin Ehrenpreis. University of Delaware Press, Newark, NJ 1985, ISBN 0-87413-272-X.